# Chapelle Notre-Dame-des-Malades de Malmedy
 (août 2021).
Si vous disposez d'ouvrages ou d'articles de référence ou si vous connaissez des sites web de qualité traitant du thème abordé ici, merci de compléter l'article en donnant les références utiles à sa vérifiabilité et en les liant à la section « Notes et références ».
Pour les articles homonymes, voir Chapelle Notre-Dame-des-Malades.
La chapelle Notre-Dame-des-Malades (ou simplement ‘Chapelle des Malades’) est un édifice religieux catholique se trouvant à Malmedy (rue de la Chapelle), dans la province de Liège, en Belgique. 
Construite au XIIe siècle comme oratoire d’une léproserie, elle fut plusieurs fois restaurée et est classée aujourd’hui au patrimoine immobilier de la Région wallonne.

## Eléments d’histoire
L’origine de la chapelle semble remonter à une léproserie que se trouvait  sur ces lieux. Consacré en 1188 l’oratoire fut d’abord dédié à sainte Marie-Madeleine.  Au XVIe siècle le domaine de la léproserie avec « chapelle, maison, estableries, courtils, jardins, prairies…» s’étendait sur un hectare et demi. La chapelle est rebâtie et consacrée le 8 septembre 1554, jour de la nativité de Notre-Dame.  
Mais en 1741 la chapelle fut dédiée à Notre-Dame par les moines bénédictins de l’abbaye Saint-Pierre et Saint-Paul de Malmedy car une statue en bois de la Vierge-Marie, offerte par un ‘Nicolas Lejeune’ de Faymonville, y fut installée. L’arrivée de la statue coïncidant avec la fin d’une épidémie de peste une dévotion se développa. Ainsi la ‘Vierge à l’Enfant’ devint ‘Notre-Dame des Malades’.

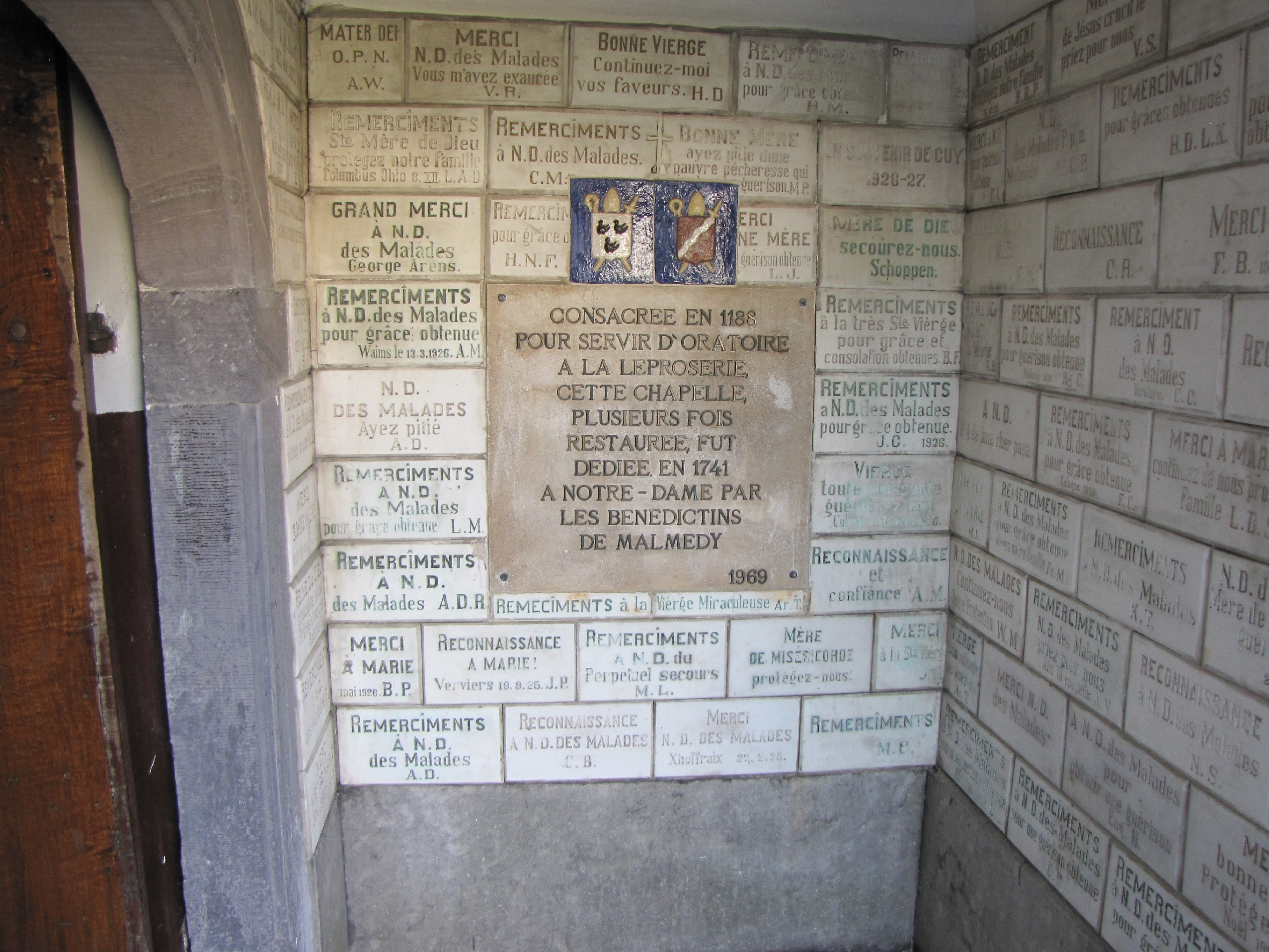
Ex-votos dans la chapelle

En 1908  la chapelle, située à deux pas de la Warche, fut entièrement restaurée. Et de nouveau en 2001. À l’intérieur de nombreux ex-votos expriment des sentiments de reconnaissance pour la grâce d’une guérison obtenues par l‘intercession de Notre-Dame. Toujours populaire comme lieu de pèlerinage et dévotion mariale la chapelle est localement appelée ‘Chapelle des Malades’.   
La chapelle fut classée au patrimoine immobilier de Wallonie le 24 février 1987.